# Guestling
 (août 2023).
Guestling est une paroisse civile et un village du Sussex de l'Est, en Angleterre.